# Matthew Underwood
Pour les articles homonymes, voir Underwood.
Matthew Underwood, né le 23 avril 1990 à Fort Pierce, Floride est un acteur américain.

## Filmographie
- 1999 : Mes voisins les Yamada (Hôhokekyo tonari no Yamada-kun) : voix additionnelle
- 2004 : The Marionette (vidéo) : un enfant
- 2004 : Method et Red : Bully (Série télévisée dans épisode Pilot)
- 2005 : E-Venture Kids : Matt (Série télévisée)
- 2005-2008 : Zoé (Zoey 101) : Logan Reese
- 2006 : Zoey 101: Spring Break-Up (téléfilm) : Logan Reese
- 2006 : Casper, l'école de la peur (téléfilm) : voix de Thatch
- 2006 : Web Journal Now : Matt